# 望鄉山林場
望鄉山林場為日治時期民營伐木事業之一，主要由臺灣株式會社櫻井組所開發。望鄉山的伐木事業規模甚大，與官營伐木事業相比並不遜色，因此成為臺灣中部著名的伐木聖地。

## 日治時期
望鄉山林業最早起於日治時期，1933年臺灣總督府頒發許可給「臺灣株式會社櫻井組」，准許其投資經營伐木事業，當時伐木的事業地包括望鄉山、西巒大山及郡坑山，總面積約4,754公頃，此林地樹種以臺灣扁柏、紅檜、松類與臺灣鐵杉為主。日治時期每年平均出產5,888立方公尺之材積，與其他伐木區相同，1943（二戰期間）創下出材量9,000立方公尺之紀錄，其出材主要提供日本軍方之用。望鄉山林地作業方式採人工伐木、造材，並以水力發電集材，再運用輕便軌道台車（部份使用人力）送往製材所。由於製材所位於山中，所製成之材木還需經四段架空索道才能抵達土場，最後再運用輕軌送至水里。望鄉山的伐木事務所，位於望鄉山中，從水里出發約需六小時方能抵達（架空索道約需十分鐘），因此山中設有員工宿舍、製材所、發電廠三座（利用陳有蘭溪發電）、神社等，雖不像其他大型林區，還附有學校，但此時望鄉山因為伐木業，型成一個頗有規模的聚落。

## 國民政府時期
戰後，林產管理局接收望鄉山與巒大山兩處林區，故戰後初期皆以巒大山林場稱之。林產局接收日治時期臺灣株式會社櫻井組之製材與集材之設備，並新增製材所內之機具，如桌式製材機、橫切機等。而索道分為二大段，一段由林區運原木至望鄉山製材場，此部分索道有二個線路，每日約運輸三十次左右，原木經初步加工後，再分四條索道運至土場，最後運用29公里的輕便軌道，運至水里，再以集集線運出。戰後的索道與輕便軌道經擴建，增加不少運能，可見戰後初期的望鄉山林場，仍然有許多林木可供採伐。後來因林業政策改變，與林場資源枯竭，望鄉山林場逐漸走向沒落。
　　
與臺灣其他林場相比，望鄉山林場的出材量與規模不算大，但並不是代表此林區資源不足，而是部份地方經評估後，認為投資的獲利率不高，所以林產局才沒有進一步往更深山開採，後來林產局採取以發包的方式開發此林區，帶動此區伐林的新氣象。